# Menesia makilingi
Menesia makilingi es una especie de escarabajo longicornio del género Menesia, categorizada en la tribu Saperdini, de la subfamilia Lamiinae. Fue descrita por Heller en 1924.

## Descripción
Mide 6-8,5 mm de longitud.

## Distribución
Se distribuye por Filipinas.